# مارسيلو هيريرا (لاعب كرة قدم أرجنتيني)
مارسيلو هيريرا (بالإسبانية: Marcelo Herrera) هو لاعب كرة قدم أرجنتيني في مركز الدفاع، ولد في 3 نوفمبر 1998 في كورينتس في الأرجنتين. شارك مع منتخب الأرجنتين تحت 23 سنة لكرة القدم. أما مع النوادي، فقد لعب مع نادي سان لورينزو.

## وصلات خارجية
- مارسيلو هيريرا (لاعب كرة قدم أرجنتيني) على موقع الدوري الأمريكي (الإنجليزية)
- مارسيلو هيريرا (لاعب كرة قدم أرجنتيني) على موقع قاعدة بيانات كرة القدم.إي يو (الإنجليزية)
- مارسيلو هيريرا (لاعب كرة قدم أرجنتيني) على موقع Soccerway.com (الإنجليزية)
- مارسيلو هيريرا (لاعب كرة قدم أرجنتيني) على موقع أوليمبيديا (الإنجليزية)